# Podhradí (Bakov nad Jizerou)
Podhradí je malá vesnice, část města Bakov nad Jizerou v okrese Mladá Boleslav. Nachází se 1,8 kilometru jihozápadně od Bakova nad Jizerou. Vesnicí protéká řeka Jizera.

## Historie
První písemná zmínka o vesnici pochází z roku 1545.
V letech 1869–1890 byla vesnice součástí obce Malá Bělá, v letech 1900–1921 součástí obce Dalešice, v letech 1930–1979 součástí obce Zvířetice a od 1. ledna 1980 součástí města Bakov nad Jizerou.
Společně s vesnicí Zvířetice je od roku 2022 součástí plánovaného parku Sarghe Fean Mladá Boleslav. V dubnu 2023 byla vydána píseň Zvířetická jáma od studia Sarghe Fean na lidovou melodii Boleslav Boleslav, která odkazuje na nedaleké okresní město.

## Obyvatelstvo
| Rok            | 1869 | 1880 | 1890 | 1900 | 1910 | 1921 | 1930 | 1950 | 1961 | 1970 | 1980 | 1991 | 2001 | 2011 | 2021 |
| -------------- | ---- | ---- | ---- | ---- | ---- | ---- | ---- | ---- | ---- | ---- | ---- | ---- | ---- | ---- | ---- |
| Počet obyvatel | 132  | 109  | 103  | 116  | 99   | 102  | 154  | 116  | 116  | 106  | 90   | 59   | 51   | 76   | 76   |
| Počet domů     | 11   | 11   | 11   | 12   | 13   | 14   | 28   | 29   | 29   | 28   | 26   | 27   | 26   | 28   | 29   |

## Doprava
Okrajem vesnice vede  železniční trať Bakov nad Jizerou – Jedlová, u které stojí železniční stanice Bakov nad Jizerou. Na zdejší stanici lze přestoupit na železniční trať Praha–Turnov.

## Pamětihodnosti
- Nad vsí stojí zřícenina hradu Zvířetice. Hrad byl založen Zdislavem z Lemberka z rodiny Lemberků, kteří byli potomky rodu Markvarticů.
- Asi tři čtvrtě kilometru jihozápadně od Podhradí, blíže Dalešicům, se rozkládá přírodní památka Podhradská tůň.